# Hassan Fathy
Hassan Fathy (Alessandria d'Egitto, 23 marzo 1900 – Il Cairo, 30 novembre 1989) è stato un architetto e urbanista egiziano.

## Biografia
Studiò gli alloggi a basso costo per i Paesi in via di sviluppo, proponendo l'uso di tecnologie e materiali tradizionali, come i mattoni in terra cruda. Realizzò il villaggio di Gourna in Egitto, presso Luxor (1946 - 1953), e ricostruì il villaggio di Mit-el-Nasara (1954). Inoltre fu l'autore di numerosi edifici scolastici e case private. 
Nel 1980 gli fu attribuito il Premio Balzan per l'architettura e l'urbanistica.

## Opere
- Prototipo di case rurali, El Dareeya, Arabia Saudita (1966).
- Moschea, Albiquin, Nuovo Messico (1980).